# Llandeta

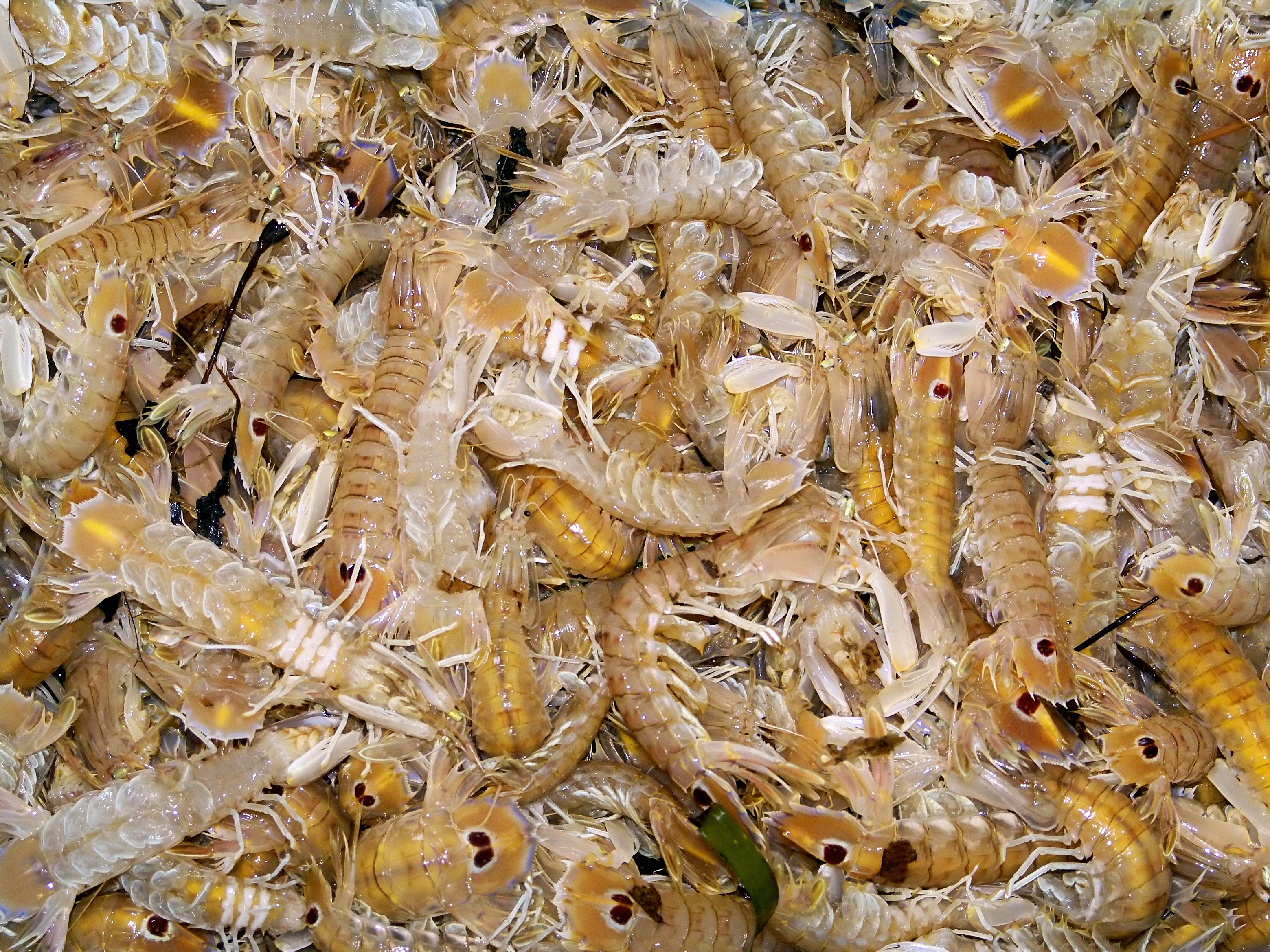
Las galeras son un ingrediente esencial de la llandeta.

La llandeta de pescado o simplemente llandeta es un plato típico de Denia, Jávea y Calpe.

## Características
Este plato consiste en una mezcla de pescados diferentes con patata. Entre estos se incluya, curiosamente, un pescado azul, la caballa, que se hermana con un pescado blanco como el rape. Las galeras, crustáceo que no se encuentra en todas partes, y la combinación de las patatas con el arroz también son aspectos interesantes de este plato desde el punto de vista gastronómico.
El nombre del plato proviene de la "llandeta" con forma de rueda, donde se preparaba originalmente. Parece que este plato es de origen muy antiguo, pues formas de preparar un plato similar han sido descritas en el Ateneo de Naucratis.

## Preparación
Se empieza preparando una picada con la ñora y los ajos. Después se sofríen la col y las patatas en el mismo aceite y se añade la picada de ñora. A continuación se le echa el agua necesaria y se deja cocer alrededor de diez minutos. A continuación, se incorporan los pescados y las galeras por orden de textura y de dureza, empezando por el rape que es lo más duro. Después de agregar el azafrán, se deja cocer todo durante 10-12 minutos y se cuela el caldo.
Además, en una cacerola, se sofríe el arroz en un poco de aceite y se añade el caldo del pescado. Hay que dejar cocer unos 18 minutos antes de apagar el fuego.